# Thelephora
Thelephora Ehrh. ex Willd. (chropiatka) – rodzaj grzybów należący do rodziny chropiatkowatych (Thelephoraceae).

## Charakterystyka
Grzyby mykoryzowe, wytwarzające przeważnie ciemnobrązowe, rozetowate, lejkowate lub rozgałęzione owocniki o prawie gładkim hymenoforze, często pokrytym regularnie rozmieszczonymi brodawkami (gr. thele). Zarodniki chropiatek są eliptyczne lub nerkowate, graniaste, o powierzchni pokrytej kolcami lub brodawkami, barwy zółtobrązowej, a ich wysyp jest brązowy. System strzępkowy jest monomityczny, złożony z brązowościennych, strzępek generatywnych ze sprzążkami.
Rodzaj Thelephora jest najlepiej znany ze swojego ektomykoryzowego gatunku chropiatka pospolita, który jest dość popularnym symbiontem drzew iglastych, zwłaszcza na półkuli północnej. Niektóre inne gatunki to grzyby jadalne. T. ganbajun jest grzybem leczniczym ze względu na obecność aktywnych składników chemicznych, takich jak polisacharydy, związki fenolowe, sterydy i kwasy tłuszczowe, przeciwutleniacze, które odpowiadają za odporność, działanie przeciwnowotworowe i ochronę wątroby u ludzi.

## Systematyka i nazewnictwo
Pozycja w klasyfikacji według Index Fungorum: Thelephoraceae, Thelephorales, Incertae sedis, Agaricomycetes, Agaricomycotina, Basidiomycota, Fungi.
Synonimy: Merisma Pers., Phylacteria (Pers.) Pat., Pseudothelephora Lloyd, Scyphopilus P. Karst., Thelephora sect. Phylacteria Pers., Thelophora Clem.
Nazwę polską podał Feliks Teodorowicz w 1933 r. W polskim piśmiennictwie mykologicznym rodzaj ten opisywany był także jako pleśniak lub otocznica.
Gatunki występujące w Polsce:
- Thelephora anthocephala (Bull.) Fr. – chropiatka kwiatowata
- Thelephora atra Weinm. 1836[8]
- Thelephora caryophyllea (Schaeff.) Pers. – chropiatka lejkowata
- Thelephora palmata (Scop.) Fr. – chropiatka cuchnąca
- Thelephora penicillata (Pers.) Fr. – chropiatka pędzelkowata
- Thelephora terrestris Ehrh. – chropiatka pospolita

Nazwy naukowe na podstawie Index Fungorum. Wykaz gatunków i nazwy polskie według W. Wojewody i innych.

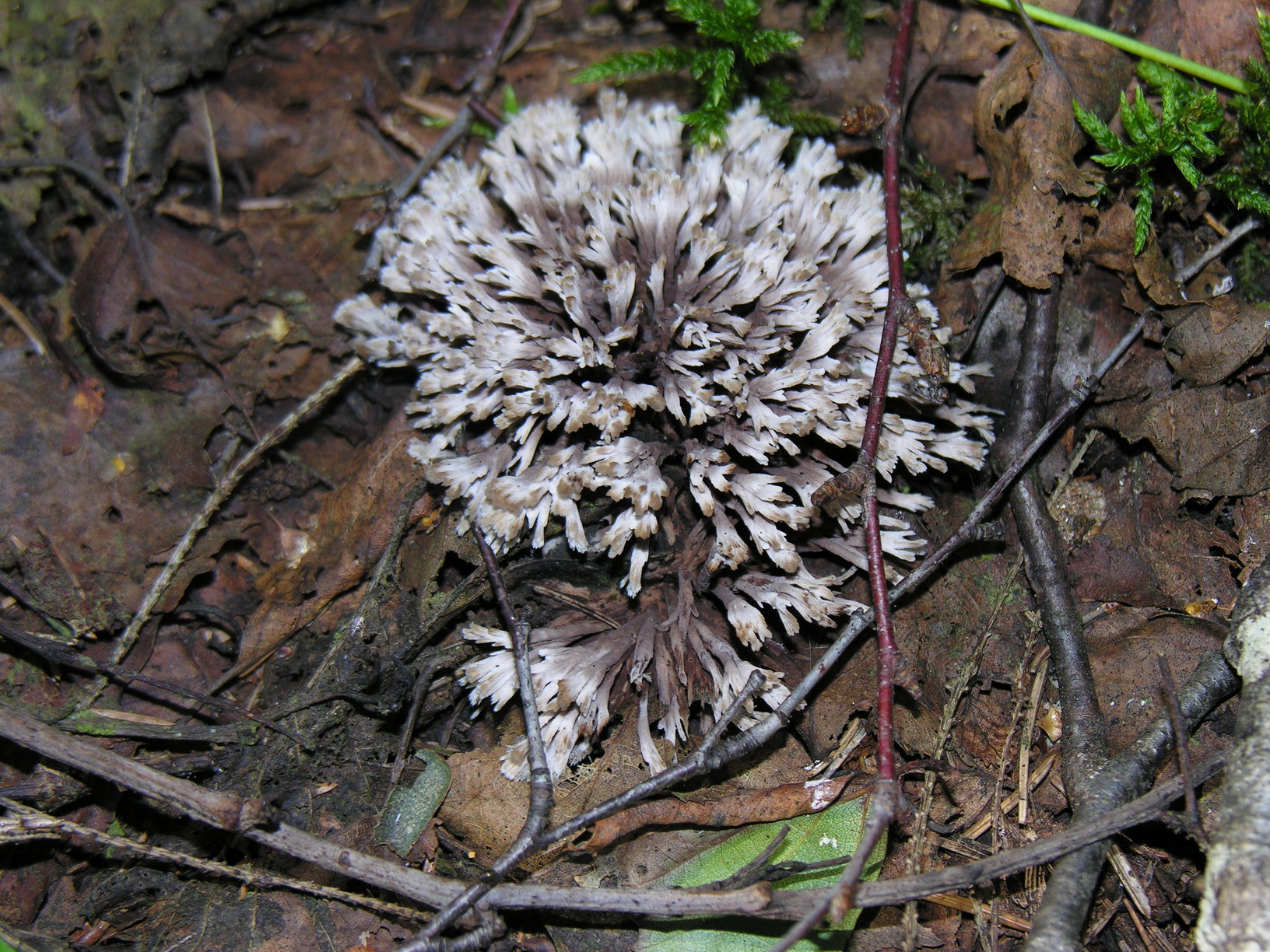
Chropiatka kwiatowata
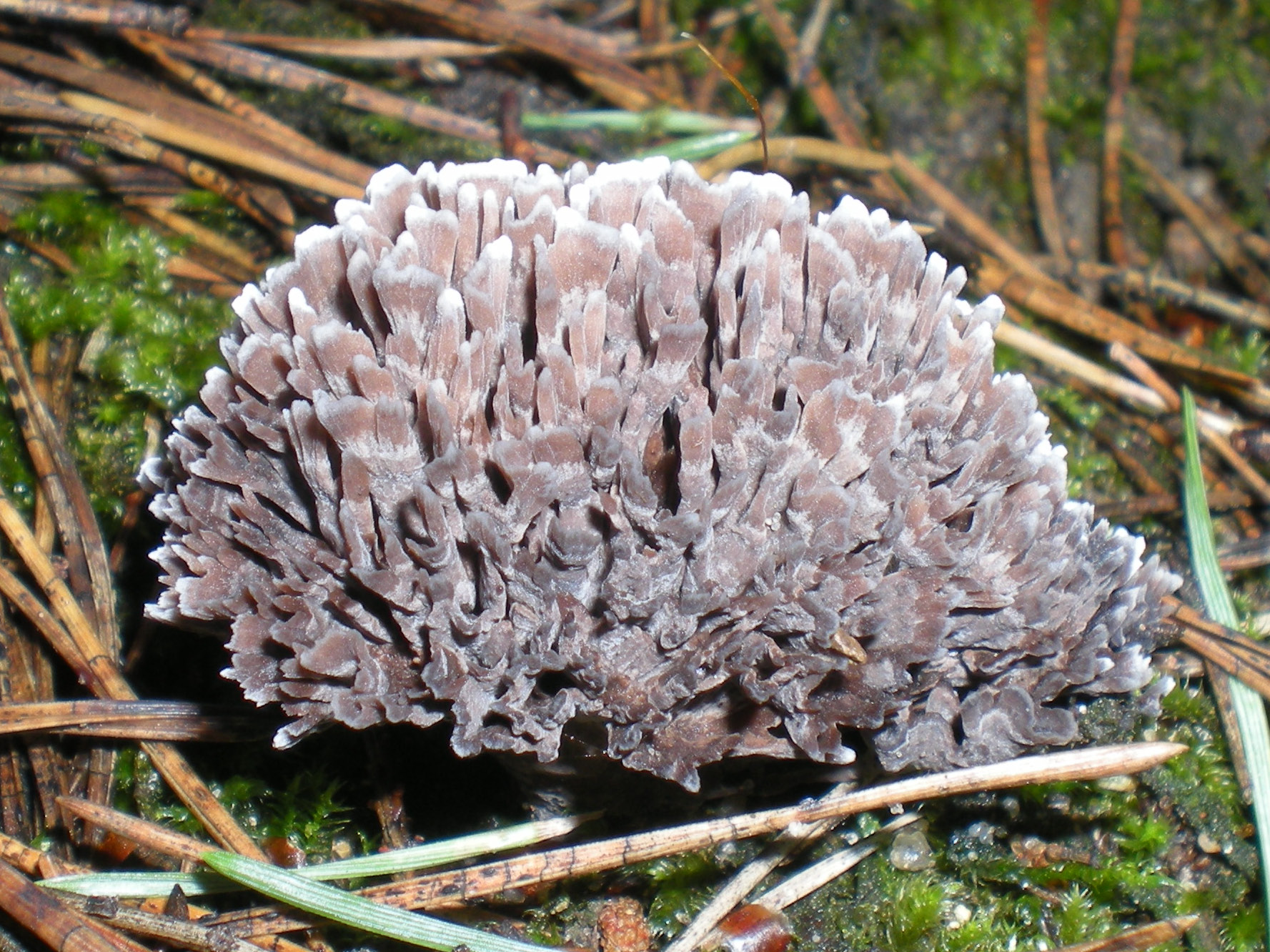
Chropiatka cuchnąca
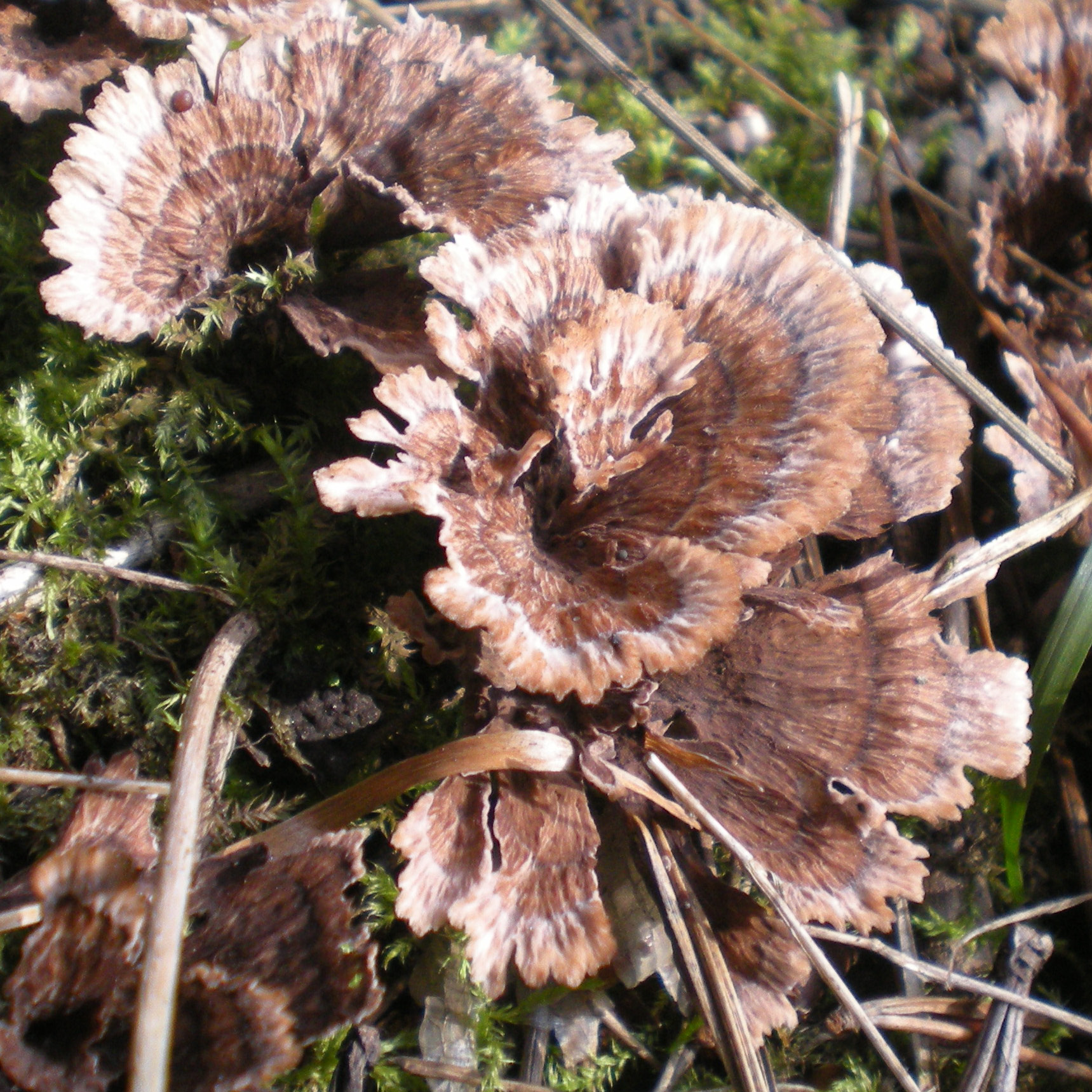
Chropiatka lejkowata
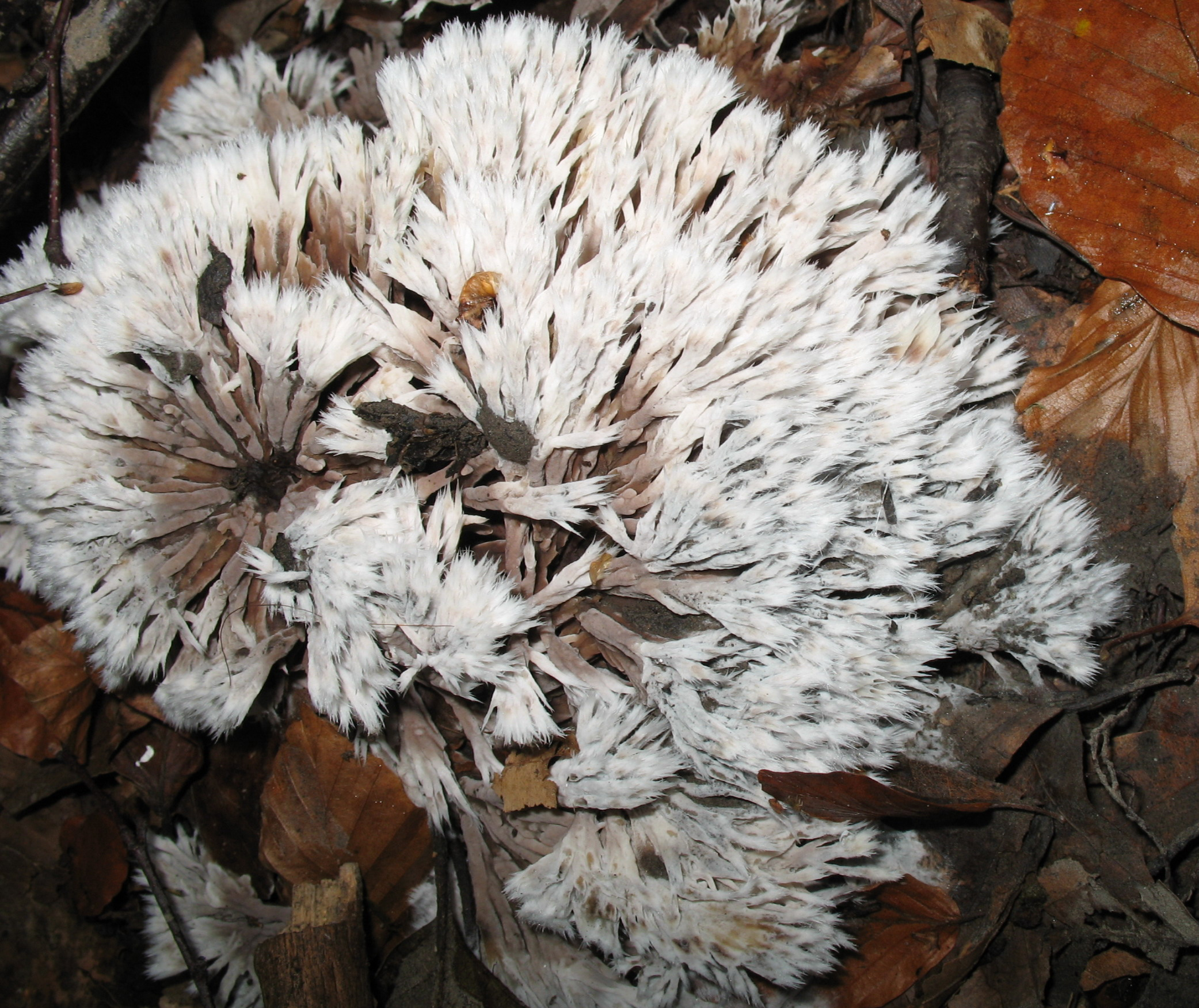
Chropiatka pędzelkowata